# Mandsaur (district)
Mandsaur is een district van de Indiase staat Madhya Pradesh. Het district telt 1.183.369 inwoners (2001) en heeft een oppervlakte van 5530 km².
Het district is onderverdeeld in acht blocks / tehsils:
- Bhanpura
- Daloda
- Garoth
- Malhargarh
- Mandsaur
- Shamgarh
- Sitamau
- Suwasara

Hoofdstad: Bhopal
Districten: